# 피리독살 인산
비타민 B6의 활성 형태인 피리독살 인산(영어: pyridoxal phosphate, PLP) 또는 피리독살 5'-인산(영어: pyridoxal 5'-phosphate, P5P)은 다양한 효소 반응에서 조효소(coenzyme)이다. 국제 생화학·분자생물학 연합(IUBMB) 산하의 효소 위원회(Enzyme commission)는 모든 분류된 활동의 약 4%에 해당하는 140개 이상의 피리독살 인산 의존 활동을 분류한 바 있다. 피리독살 인산의 다양성은 기질에 공유 결합한 다음 친전자성 촉매 역할을 하여 다양한 유형의 탄소 이온 반응 중간체를 안정화시키는 능력에서 비롯된다고 알려져 있다.

## 같이 보기
- Cys-Met 대사 PLP 의존성 효소 패밀리
- 보조인자